# Jean-Jacques Chifflet
Pour les articles homonymes, voir Chifflet.

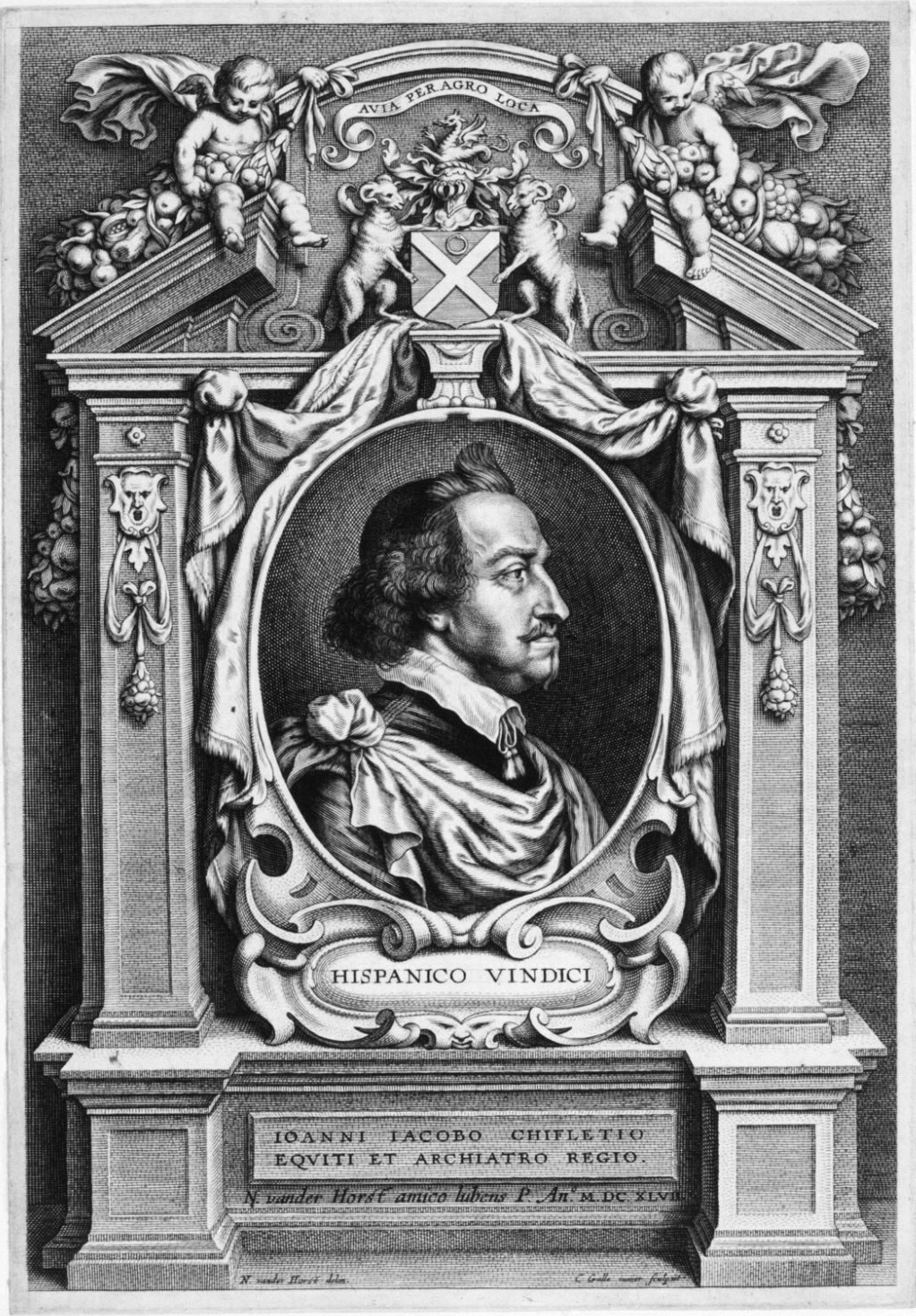
Jean-Jacques Chifflet (Cornelis Galle II, 1647)

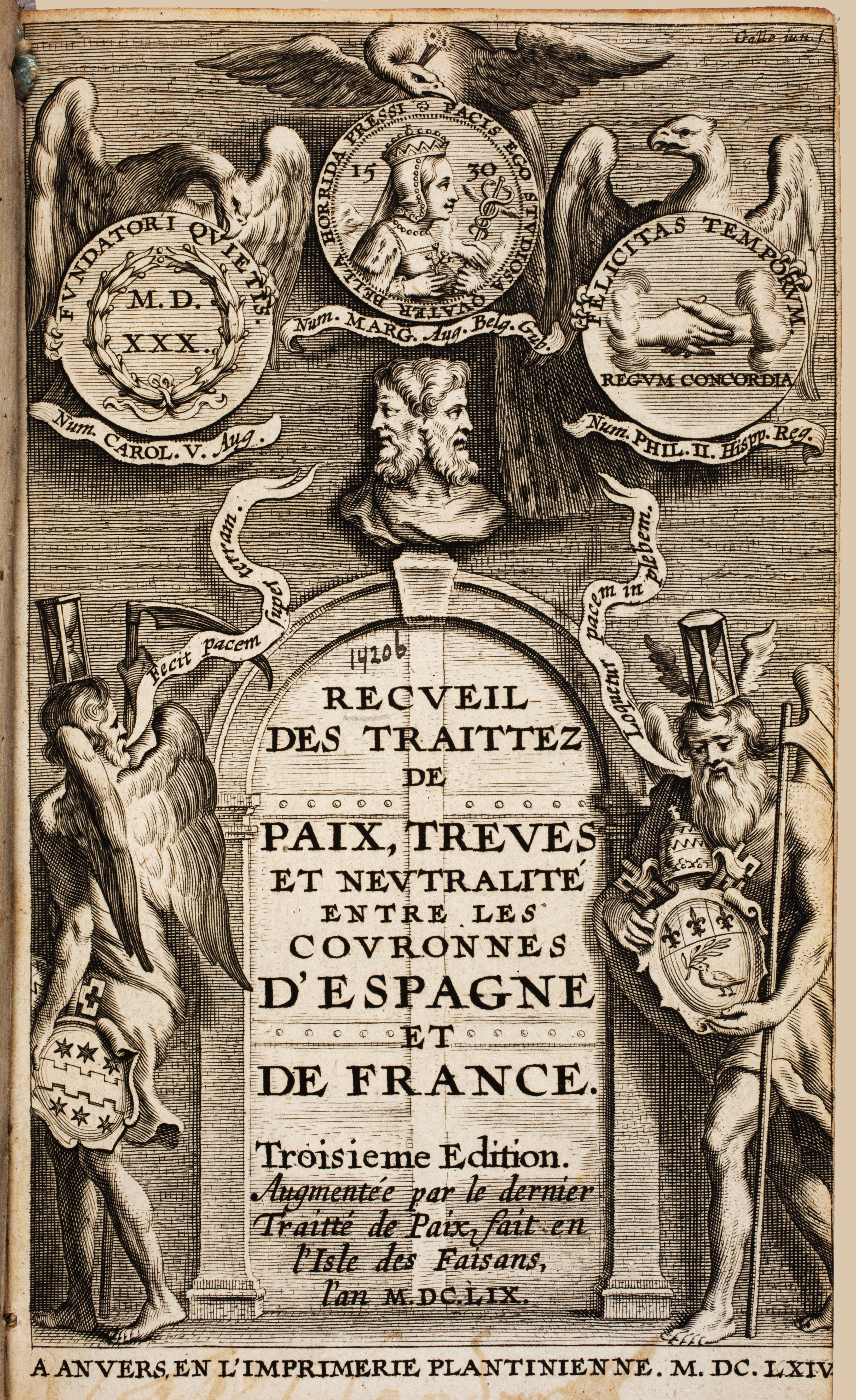
Jean-Jacques Chifflet, Recueil des traittez de paix, trèves et neutralité entre les couronnes d'Espagne et de France, Anvers 1664.

Jean-Jacques Chifflet, né à Besançon ville libre d'empire, en 1588 et mort le 20 avril 1673 à Bruxelles aux Pays-Bas espagnols, est un médecin, antiquaire et archéologue
franc-comtois.
Il est le frère de Philippe Chifflet et un neveu du jurisconsulte Claude Chifflet.

## Biographie
Jean-Jacques Chifflet est, à Besançon, le médecin de Caroline d'Autriche, fille naturelle de Rodolphe II (empereur des Romains) et épouse de François Thomas Perrenot de Granvelle.
Il visite Paris, Montpellier, voyage en Italie, en Allemagne ; il occupe à son retour les premières places dans sa ville natale, et est choisi pour médecin par le roi d'Espagne Philippe IV. Ses travaux sur la ville antique d'Epomanduodurum (l'actuelle Mandeure dans le (Doubs) permettent d'attirer l'attention sur ces vestiges.
Il étudie le tombeau de Childéric Ier et publie Anastasis Childerici I. Francorum regis. Il s'intéresse à la fleur de lys et publie Lilium francicum veritate historica, botanica, et heraldica illustratrum. Il considère que l'abeille est le plus ancien symbole de la monarchie française.

## Descendance
Il eut deux fils : 
- Jules Chifflet, jurisconsulte et historien, auteur du Breviarium ordinis velleris aurei, Anvers, 1652 ;
- Jean Chifflet, ecclésiastique, historiographe, auteur de dissertations historiques fort curieuses, dont une sur la papesse Jeanne, Anvers, 1666.

## Publications
On a de lui :
- Asitiae in puella helvetica mirabilis physica exetasis, Besançon, sans date, probablement 1607. Le titre signifie Examen médical d'une extraordinaire abstention d'aliments chez une jeune fille suisse. La jeune fille en question, une certaine Apollonia Skreier, était réputée jeûner depuis cinq ans[5].
- Vesuntio, histoire de Besançon, Lyon, 1618 ;
- De linteis sepulcralibus Christi, Anvers 1624, in 4°. Sur les suaires de Jésus Christ
- Porlus lecius Julius Caesaris (il place ce port à Mardick), 1627 ;
- le Blason des chevaliers de la Toison d'Or, 1632 ;
- Recueil des Traittez de Paix, Treves et Neutralité entre les couronnes d’Espagne et de France. Seconde Edition. Anvers, Plantin [Balthazar Moretus], 1645. In-12, [1 (titre)], [1 bl.], [1 (titre frontispice de Galle)], [1 bl.], [8 (avis au lecteur, privilège, table)], 392, [50 (index et marque typographique in fine)] p. (première édition en 1643 et éditions ultérieures en 1650 et 1664).
- Recueil des traittez de paix, treves et neutralité entre les couronnes d'Espagne et de France. : Troisième édition. Augmentée par le dernier traitté de paix fait en l'Isle des faisans, l'an M.DC.LIX., Anvers, Plantin, 1664 (lire en ligne)
- des écrits politiques où il soutient les droits de l'Espagne et de l'Autriche contre la France.
- Anastasis Childerici Francorum regis : Officina Plantiniana, Anvers, 1655.
- Lilium francicum veritate historica, botanica, et heraldica illustratrum. Antverpiae [Anvers] : ex officina Plantiniana Balthasaris Moreti, 1658